# Ла-Фонтен (Індіана)
Ла-Фонтен (англ. La Fontaine) — місто (англ. town) в США, в окрузі Вобаш штату Індіана. Населення — 798 осіб (2020).

## Географія
Ла-Фонтен розташована за координатами 40°40′27″ пн. ш. 85°43′19″ зх. д. / 40.67417° пн. ш. 85.72194° зх. д. (40.674052, -85.721921).  За даними Бюро перепису населення США в 2010 році місто мало площу 1,58 км², з яких 1,56 км² — суходіл та 0,03 км² — водойми.

## Демографія
Згідно з переписом 2010 року, у місті мешкало 875 осіб у 328 домогосподарствах у складі 223 родин. Густота населення становила 553 особи/км².  Було 374 помешкання (236/км²).
Расовий склад населення:
| - 98,5 % — білих - 0,2 % — корінних американців - 0,1 % — чорних або афроамериканців |

До двох чи більше рас належало 0,9 %. Частка іспаномовних становила 1,1 % від усіх жителів.
За віковим діапазоном населення розподілялося таким чином: 23,2 % — особи молодші 18 років, 52,2 % — особи у віці 18—64 років, 24,6 % — особи у віці 65 років та старші. Медіана віку мешканця становила 41,9 року. На 100 осіб жіночої статі у місті припадало 83,8 чоловіків;  на 100 жінок у віці від 18 років та старших — 80,6 чоловіків також старших 18 років.
Середній дохід на одне домашнє господарство  становив 47 038 доларів США (медіана — 40 089), а середній дохід на одну сім'ю — 53 919 доларів (медіана — 46 250). Медіана доходів становила 41 500 доларів для чоловіків та 36 458 доларів для жінок. За межею бідності перебувало 16,5 % осіб, у тому числі 26,2 % дітей у віці до 18 років та 7,2 % осіб у віці 65 років та старших.
Цивільне працевлаштоване населення становило 290 осіб. Основні галузі зайнятості: освіта, охорона здоров'я та соціальна допомога — 29,0 %, виробництво — 25,9 %, роздрібна торгівля — 10,0 %, мистецтво, розваги та відпочинок — 9,3 %.